# PS (テレビ番組)
『PS』（ピーエス）は、2001年10月14日から2013年3月31日まで中京テレビで放送されていたグルメバラエティ番組である。全571回。

## 概要
上沼恵美子の番組引退をもって終了した『P.S.愛してる!』の後継番組で、前番組から引き続き高田純次が司会を担当。そして、新たに柴田理恵と加藤晴彦の2人がスタジオレギュラーに加わった。また、ゲストリポーターの1人だったおさるが後にレギュラーに昇格し、スタジオレギュラーも兼任するようになった。
この番組も前番組の初期と同様にグルメ情報番組からの脱却を図っていた時期があり、当初は住宅のリフォーム事情や肥満対策など様々なテーマの情報を取り扱っていた。その当時は意図的にグルメ情報を取り扱わないようにしていたが、放送第15回目の「カレーライス大特集」の回をもって再びグルメ情報のみに特化した内容へと戻っていった。しかし、一度番組のリニューアルを行ってからはスタジオレギュラー陣全員が担当企画を持ち、定期的にロケに参加するようになるなど前番組との差別化も図られた。同日曜22:30枠で放送されてきた自社製作番組群の中では最長寿を誇っており、2011年10月23日放送分で放送回数500回を達成した。
その磐石性から、ローカル番組でありながら数多くのスポンサーが名を連ねていた。また、過去に中京テレビが製作していた人気バラエティ番組のVTRを流し、それと絡めた企画を実施することもあった。バラエティ番組を意識した演出を入れることも多く、高田のボケに対して他の出演者がツッコむと、その会話内容がアタック音とともにテロップで表示されていた（挿入されない場合もあり）。なお、次回予告は番組のラストに専用の尺を取って行うのではなく、番組本編の放送中にテロップを流す形で行っていた。
その後の2013年3月24日、同日付の新聞各紙（一部を除く）に番組終了を示唆する広告が掲載された。同日の番組本編においても、高田以外のレギュラー陣が3月31日放送分をもって番組を卒業し、4月7日には番組自体も改題リニューアルすることが明らかになった。そして『PS』名義での最終回では、高田、柴田、加藤、おさるの4人からの最後の挨拶が行われ、翌週からの新タイトルが『PS三世』となることも伝えられた。

## 放送時間
いずれも日本標準時。
- 日曜 22:30 - 23:24 （本放送） - 基本時間。改編期や年末年始の時期においては、30分ないしは1時間遅れで放送されることが多かった。
- 木曜 15:55 - 16:53 （再放送） - 2008年10月から2009年4月まで再放送を実施していたが、以後は一切行っていない。

## 出演者
放送開始当初は高田、柴田、加藤の3人が司会を務めていたが、おさるの加入以後は次第に加藤、おさる、中京テレビのアナウンサーたちが実質的に司会を担当するようになり、高田と柴田はコメンテーター的な位置付けになっていった。

### レギュラー
- 高田純次 - スーツ姿での出演が多かったが、ロケではごく稀にお笑いメイクをして登場することもあった。
- 柴田理恵 - スタジオ出演がメインだったが、「旅ドライブ」の企画実施時にはリポーターを務めていた。このほか、レギュラー陣全員でのロケにも参加していた。
- 加藤晴彦 - 地元名古屋市出身者。この番組では「ずるいわぁ〜」「そんなぁ〜、ひどいてぇ〜」「どえりゃ〜」など、臆することなく名古屋弁を使っていた。
- おさる - 前述の通り、レギュラーへの昇格後はスタジオレギュラーも兼任していた。2004年10月17日放送分から2012年11月25日放送分まではモンキッキー名義で出演していた。
- 前田麻衣子（中京テレビアナウンサー） - 前番組から引き続きアシスタントを務めていたが、我妻がレギュラー入りしてからは不定期で出演するようになった。
- 我妻絵美（当時中京テレビアナウンサー） - 前田に替わって2009年4月からアシスタントを務めていた。2012年3月まで出演。
- 市野瀬瞳（当時中京テレビアナウンサー） - 2012年5月からアシスタントを務めていた。

### 準レギュラー
- 石塚英彦 - 「海山グルメ旅」や「石ちゃんの温泉紀行 お風呂マン」などを担当。
- いとうあさこ - 「東海3県 道の駅完全制覇の旅」と「居酒屋あさこ」を担当。
- 吉田太一（中京テレビアナウンサー）
- 水谷陽介（当時中京テレビアナウンサー）
- 佐藤和輝（当時中京テレビアナウンサー）
- 本田恵美（当時中京テレビアナウンサー）
- 鹿内美沙（当時中京テレビアナウンサー）
- 柏田ユウリ（当時中京テレビアナウンサー）
- 鈴木理香子（当時中京テレビアナウンサー）

## スタッフ
- ナレーター - 池戸陽平 → DALE
- 構成 - 野口佳久、浅野範子、梅沢ヒロシ、堀江B面
- ディレクター - 山田英樹、黒野友貴、竹内翔、倉田雄一郎、福島正修、川邊裕二、倉田雄一郎、森田浩史、石田誠二、竹内翔、八津川真帆、樽谷浩司
- 演出 - 樽谷浩司 → 市健治
- プロデューサー - 池田京平、長屋努、横尾亮太
- チーフプロデューサー - 村井清隆
- 制作協力 - 中京テレビ映像企画（2011年6月まで） → CTV MID ENJIN （2011年7月以降）
- 製作著作 - 中京テレビ

## 主な企画

### レギュラー企画
イートナビ
名古屋市内各地の観光名所を特集するとともに、その地域の料理店を紹介していた企画。2007年8月に終了。
BEST MATCH
名古屋市内各地を地域区分ごとに特集し、その地域の料理店や名物を紹介していた企画。2008年6月に終了。
海山グルメ旅
加藤晴彦と石塚英彦が山地の町や港町などを訪れ、その地域の料理店や味のある旅館を取材していた企画。2008年8月に終了。
STUDIO LIVE
人気料理店のシェフをゲストに招き、彼らにスタジオで料理を作ってもらっていた企画。シェフが作った料理は司会の3人が試食していたが、その際に料理を巡って簡単な対決をすることが多かった。2008年12月に終了。
街のハテナ
名古屋の繁華街で起きている不思議な現象や一般にはあまり知られていない街の裏側を取材するとともに、その地域の料理店を紹介していた企画。2009年12月に終了。
イケ麺パラダイス
美味しい麺料理で話題の料理店のみを特集していた企画。2010年1月に終了。
シェフのごちそう
人気料理店のシェフに自身が行きつけにしているお薦め料理店を紹介してもらっていた企画。店との取材交渉は推薦者自らが行っていた。
旅ドライブ
高田純次が日本各地の様々な観光名所を旅しながらその地域の料理店を取材していた企画。旅先は東海地方のほか、京都市や横浜市などの遠隔地も対象にしていた。基本的には高田が1人でロケを進めていたが、回によっては柴田理恵やおさるが同行することもあった。
高田Walker
高田がアンタッチャブルの山崎弘也と名古屋の街を散策し、その地域の料理店やバイクショップ、おもちゃ問屋などを取材していた企画。山崎はこの企画で、珍しく高田のツッコミ&サポート役に回っていた。
教えて!芸能人の名古屋ごはん
担当アナウンサーが事前交渉無しで出待ちで芸能人を捉まえ、彼らに名古屋市内で行きつけにしている料理店を紹介してもらっていた企画。企画は、その回のターゲットに選ばれた芸能人が赤絨毯が引かれた先の特製ゲートをくぐった瞬間よりスタート。前述の「シェフのごちそう」と同様に、店との取材交渉は推薦者自らが行っていた。
石ちゃんの温泉紀行 お風呂マン
石塚が中部地方各地の温泉地で温泉巡りをしながらその地域の料理店を取材していた企画。
誘っていいとも
レギュラー陣の友人（おおむね2人）をゲストに呼び、レギュラー陣自らが彼らをエスコートしていた企画。
東海3県 道の駅完全制覇の旅
東海3県内にある道の駅全てをいとうあさこ自らが運転し回る企画。その道の駅のお薦めの品（たいていの場合、その道の駅で販売しているグルメ）を紹介しながら、回った証明としてそこに設置されているスタンプを押していく。道の駅の紹介は状況によって長短がある。裏企画として、いとうの婿（イケメン）探しもあるが、たいていの場合は既婚者なので振られるというパターンになったため、この裏企画は自然消滅した。時には道の駅の紹介ではなく、寄り道（その道の駅のある近郊の店や施設の紹介など）をしたり、PSメンバーと一緒に回ったりすることもあった。なお、道の駅は企画が行われている間にも新しい駅がオープンしており、当初の東海3県の道の駅の数から増えているため、いつ終わるのか分からないといとうやPSメンバーがぼやいたこともある。2012年11月4日放送で終了。その際、新しい道の駅がロケ前日にできていた（さらに閉店後だったかつホテルの予約も取れなかったため、翌日まで車中泊する）ことなど波乱含みの結末だった。
居酒屋あさこ
いとうあさこが東海地方の地酒とそれに合うおつまみ（地元の食材を利用して調理したもの）を用意し、品数が揃ったら居酒屋として紹介しようという企画。前述している「東海3県 道の駅完全制覇の旅」でいとうにお酒を薦める機会が多かったものの、自分で運転していたため飲めなかったことから端を発している。なお、この企画が始まる際には、前述の企画の最終回でスタッフに半ば拉致されるような格好で始まっている。当番組内では2回行われ、後継番組である『PS三世』に引き継がれた。

### 主な単発企画
以下に挙げたもののほかにも様々な単発企画を実施していた。
名古屋民放5局によるあいのり企画
中京テレビほか名古屋の民放テレビ局5局が共同製作した地上デジタル推進特番『民放5局史上最大のコラボレーション!地デジ夏祭り2006』が2006年8月12日に放送されるのに先駆け、各局の人気番組の出演者が他局の人気番組にゲスト出演するというコラボレーション企画。その際にこの番組が中京テレビの代表番組に選ばれ、当時テレビ愛知の『遊びに行こっ!』でレギュラーリポーターを務めていた三倉茉奈・佳奈が出演した。そして、この番組の司会を務める高田純次はメ〜テレの『ウドちゃんの旅してゴメン』に出演した。
PSお取り寄せ倶楽部
様々な芸能人たちが推薦する日本各地のおいしい食材を取り寄せていた企画。過去に2回だけ実施して終了。
名古屋開府400年 晴彦マニフェスト
2010年に名古屋市が清洲越しによって開かれてから開府400年を迎えるのを記念して、番組を挙げて名古屋開府400年を応援するという企画で、「なごや広報大使」でもある加藤を中心に進められていた。企画第1回目の2010年1月10日放送分では、加藤が名古屋市市長・河村たかしのお墨付きを得るべく名古屋市役所へ出向き、市長室で河村から番組の大道具であるマニフェストを記した金屏風に直筆サインと判子をもらっていた。この回では、一部のマニフェストの進行状況が紹介された。

## タイアップ商品
どらうみゃあ
加藤が上記「晴彦マニフェスト」で「新しい名古屋のラーメンを作る」と宣言したことから企画された番組オリジナルラーメン。寿がきや食品の協力の下に商品化され、2010年3月22日から東海3県各地のアピタ・ピアゴ・サークルKサンクス限定で発売された。スープは味噌とんこつ味と和風しょうゆ味の2種類があり、それぞれカップ麺と2食入りチルド麺の2タイプが用意された。なお、商品名は名古屋弁で「すごくおいしい」を意味する言葉である。

## エンディングテーマ
- Set Free （Ryohei）
- かげ（master*piece）
- Keep It Goin' On （三浦大知）
- 愛をこめて花束を（Superfly）
- 恋の誕生日（坂詰美紗子）
- 友情ブラザー（SKELT 8 BAMBINO）
- ダーティ・ファンク〜パーティは終わらない! （スティーヴ・アップルトン）
- スタートライン（HARU）
- 愛の色（twenty4-7）
- 恋のバカンス（大内義昭・ハルカミホ）
- もっと愛したかった（真崎ゆか）
- 寂しくて眠れない夜は（Aimer）
- Dancing Field （ARTEMA）
- ほか

## エピソード
- 『PS』への改題直後には、おさる以外にも数多くのタレントやお笑い芸人たちがリポーターを務めていた。その中でCOWCOWの2人も出演していたが、福井の旅館で出された高級ガニ（1杯6万円ほど）のグルメリポートで「海老の味がする」、「（かに味噌を）甘い消しゴム」と表現したために番組を降ろされた。
- おさると山川恵里佳は以前から知り合いではあったが、この番組のロケで共演した時から付き合いが始まっている。おさると山川の入籍が発表された後、番組は『2人の歴史スペシャル』と題した特番を放送した。
- 2009年4月5日放送の「晴彦とさやかのふるさと大好きツアー in 尾張旭」の回で、かつて中京テレビのローカル深夜番組『めざせ!総・楽・天』に出演していた青木さやかと松田大輔、そして板谷学（中京テレビプロデューサー）の3人がゲスト出演し、彼らの11年半ぶりの共演が実現した。この回ではグルメリポートVTRの放送中に『めざせ!総・楽・天』の過去の映像が流されたほか、同じくVTRにゲスト出演した青木の学生時代の後輩・高橋重憲（当時中京テレビアナウンサー）によって青木の過去のエピソードが語られた。
- 2009年12月6日放送の「教えて!芸能人の名古屋ごはん 7」の回で、かつて中京テレビが製作していた全国ネット番組『お笑いマンガ道場』に出演していた車だん吉と川島なお美がゲスト出演し、彼らの約20年ぶりの共演が実現した。この企画でも同様に『お笑いマンガ道場』の過去の映像が流されたほか、同番組の名物コーナーだった「だん吉なお美のおまけコーナー」の再現も行われた。また、同日の企画のターゲットに石塚英彦が選ばれた際には、かつて石塚が相方の恵俊彰と共演していた中京テレビのローカル深夜番組『ラジごめIIIホンジャマカ共和国』の映像が流された。
- 2011年11月13日放送の「誘っていいとも 松江編」は、2012年1月14日に系列局の日本海テレビでも単発放送された（ロケ先の島根県松江市は同局の放送対象エリア内）。